# Muskeldystrophie Duchenne
Die Muskeldystrophie des Typs Duchenne (auch Duchenne-Muskeldystrophie und/oder DMD genannt) ist die häufigste muskuläre Erbkrankheit im Kindesalter. Sie tritt etwa in einer Frequenz von 1:3600 bis 1:6000 auf. Aufgrund des X-chromosomal rezessiven Erbganges sind fast nur Jungen betroffen. Auch weibliche Träger dieses Genes können jedoch Symptome zeigen, z. B. im kardialen Bereich, und eine gelegentliche Überwachung auf eine Kardiomyopathie mittels Herzultraschalluntersuchung oder kardialem MRT sowie EKG wird ab einem Alter von 25–30 Jahren für diese Frauen empfohlen.
Die Duchenne-Muskeldystrophie beginnt im Kleinkindalter mit einer Schwäche der Becken- und Oberschenkelmuskulatur und schreitet rasch voran. Durch optimierte Therapie mit Heimbeatmung und der Anwendung von Cortisonpräparaten bereits im frühen Kindesalter hat sich die Prognose in den letzten Jahren verbessert, und auch die Lebenserwartung ist durch die verbesserte medizinische Versorgung in den letzten Jahren angestiegen. Noch vor wenigen Jahren starben die meisten Patienten im Jugendalter. Heute wird oft das 3. Lebensjahrzehnt erreicht. Die Muskeldystrophie vom Typ Duchenne wurde von Guillaume-Benjamin Duchenne bereits im 19. Jahrhundert in Paris beschrieben.

## Ursachen

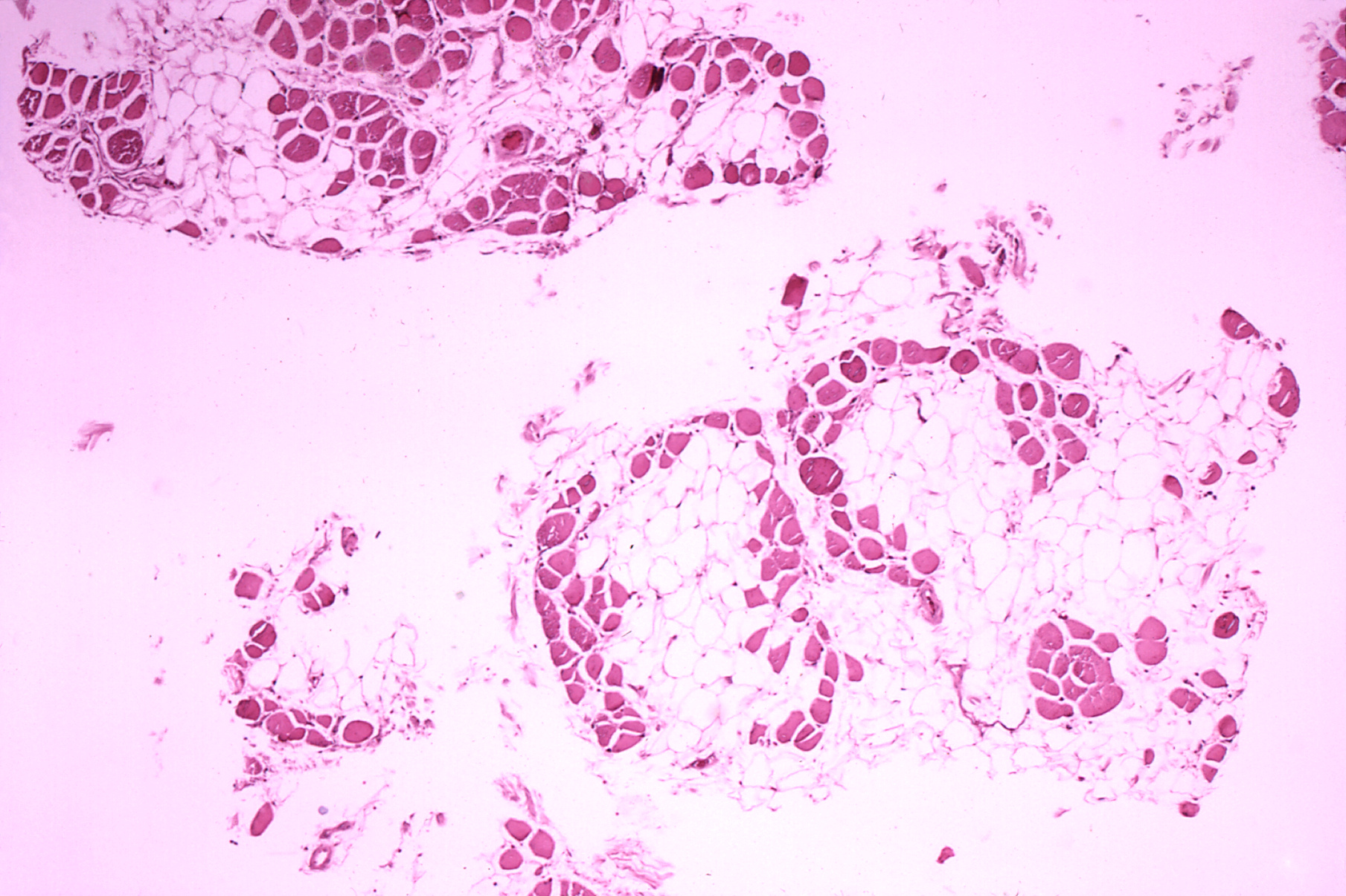
Histopathologisches Bild eines Querschnitts durch den Wadenmuskel eines Patienten mit Muskeldystrophie Typ Duchenne. Die Muskelfasern (rot) sind ausgedehnt durch Fettzellen (optisch leer = weiß) ersetzt.

Die Muskeldystrophie Duchenne ist eine genetisch determinierte Synthesestörung des Muskelstrukturproteins Dystrophin. Es wird bei dieser Krankheitsform nicht gebildet. Im Gegensatz dazu wird bei der milder verlaufenden Muskeldystrophie Becker-Kiener Dystrophin in einer zwar verkürzten, jedoch teilweise funktionsfähigen Variante gebildet. Der Dystrophinmangel führt mit der Zeit zum Untergang von Muskelfasern und Ersatz durch Fett- oder Bindegewebe.
Bei der Muskeldystrophie Typ Duchenne ist eine Mutation im Dystrophin-Gen auf dem X-Chromosom (Locus Xp21.2) nachweisbar. Hierbei handelt es sich in 60 bis 70 % um eine Deletion, in ca. 5 % um eine Duplikation und in ca. 35 % um eine Punktmutation. Eine Punktmutation kann auch als Nonsense-Mutation auftreten, hierbei entsteht ein frühzeitiges Stopcodon im Leseraster. Dies tritt bei etwa 10–15 % der Patienten auf.
Mehr als 80 % der Mutationen verursachen hierbei eine Verschiebung (Frameshift) des Leserasters und führen damit zu einem kompletten Verlust des Dystrophinproteins. Dabei sind etwa 1/3 der Fälle Neumutationen und nur 2/3 von der nicht manifest erkrankten Mutter (Konduktorin) vererbt.

## Symptomatik und Verlauf

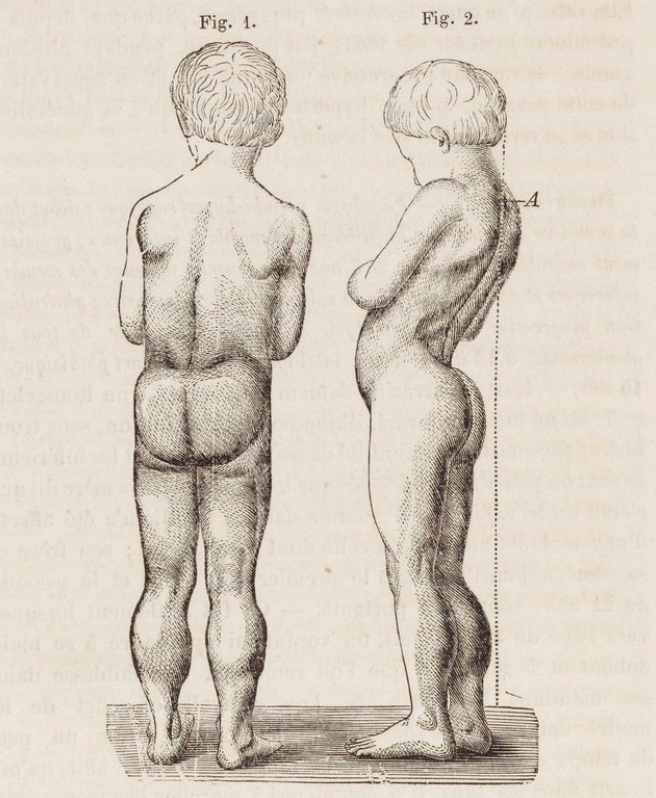
Historische Darstellung eines erkrankten 7-jährigen Jungen mit Pseudohypertrophie der Waden-Muskulatur und Hyperlordose der lumbalen Wirbelsäule

Der Verlauf ist unterschiedlich stark ausgeprägt, aber die frühkindliche Entwicklung ist zunächst in der Regel normal. Je nach Stärke der Erkrankung kann ab dem 3. bis 5. Lebensjahr eine leichte Muskelschwäche der Beine auffallen, die zu häufigem Stolpern und Fallen führt. Im weiteren Verlauf kann das Treppensteigen nur noch mit Zuhilfenahme eines Geländers möglich sein. Die Muskelschwäche der Becken- und Oberschenkelmuskulatur kann zu einem Watschelgang (Trendelenburgzeichen) führen sowie das Aufrichten aus dem Sitzen oder Liegen erschweren. Die Kinder stützen sich auf ihre Oberschenkel auf beim Aufrichten (Gowers-Manöver) oder nutzen Wände und Möbel zum Abstützen. Bei schweren Formen sind ab dem 5. bis 7. Lebensjahr das Treppensteigen und Aufstehen aus dem Sitzen oder Liegen nur noch mit Hilfe anderer möglich, da die Erkrankung auch auf die Muskulatur der Schulter und Arme übergreift. Zwischen dem 7. und 12. Lebensjahr ist ein Anheben der Arme in die Waagerechte kaum mehr möglich. Viele Kinder sind in diesem Alter bereits auf den Rollstuhl angewiesen, können sich aber noch eingeschränkt selbständig versorgen. Oftmals besteht bei schweren Verläufen ab dem 18. Lebensjahr eine vollständige Pflegebedürftigkeit.
Infolge des Muskelschwundes kommt es zu schmerzhaften Fehlstellungen von Gelenken und Knochenverformungen. Charakteristisch für den Typ Duchenne sind die sogenannten „Gnomen-“ oder „Kugelwaden“. Sie entstehen durch Fetteinlagerungen in der bindegewebig umgebauten Unterschenkel-Muskulatur (Pseudohypertrophie). Bei Abbau der Schultergürtelmuskulatur kommt es zu hervorstehenden Schulterblättern („Scapulae alatae“), auch Engelsflügel genannt. Durch Schwäche der Atemmuskulatur wird das Abhusten, bei Infekten der Luftwege, deutlich erschwert und dadurch kann die Lebenserwartung erheblich eingeschränkt werden. Der Herzmuskel ist zwar meist vom Krankheitsprozess betroffen, doch führen erhöhte Herzfrequenz und sonstige Veränderungen des Rhythmus oder auch Beeinträchtigung der Herzkraft selten zu subjektiven Beschwerden. Die Lebenserwartung der Patienten beträgt je nach Verlauf etwa 40 Jahre, jedoch versterben einzelne Patienten auch schon vor Beginn der Pubertät.
In 50–95 % der Fälle bildet sich auch eine seitliche Verkrümmung der Wirbelsäule (Skoliose), die etwa dann einsetzt, wenn die Gehfähigkeit verloren geht, meist zwischen 10 und 14 Jahren. Bei etwa 85 % der betroffenen Kinder kommt es anfangs zu einer Progression der Skoliose mit mittlerer Zunahme des Cobb-Winkels, der das Ausmaß der Fehlstellung beschreibt, um monatlich 2,1°. Hierdurch wird auch die Lungenfunktion beeinträchtigt und die forcierte Vitalkapazität (FVC) sinkt im Sinne einer restriktiven Lungenfunktionsstörung um etwa 4 % pro 10° Zunahme der Skoliose. Es besteht die Möglichkeit, durch eine langstreckige Versteifung der Wirbelsäule (Spondylodese), die Progression und die Verminderung des Lungenvolumens aufzuhalten. Der Eingriff ist aber mit Risiken verbunden und sein Stellenwert ist nicht klar. Eine schottische retrospektive Studie untersuchte die Komplikationsrate bei 26 posterioren Spondylodese-Operationen. Im Mittel waren die Jungen 14,2 Jahre alt, die Operation dauerte mittlere 260 Minuten, der mittlere postoperative Aufenthalt auf der Intensivstation betrug fünf Tage, der Krankenhausaufenthalt im Mittel fünfzehn Tage. Komplikationen zeigten sich deutlich häufiger als bei vergleichbaren Operationen bei anderen Grunderkrankungen und bestanden bei 10 Kindern (39 %), davon vier akuten Leberschäden (Hepatotoxizität, mit vollständiger Besserung bei allen Kindern im weiteren Verlauf) und fünf tiefen Wundinfektionen.

## Diagnostik
Der Verdacht auf Muskeldystrophie ergibt sich, wenn im Kindesalter eine ungewöhnliche, symmetrisch ausgebildete Schwäche der Muskulatur beobachtet wird. Bei der Anamnese interessieren besonders der Beginn der Funktionsstörungen, der Verlauf und das Auftreten ähnlicher Störungen in der Familie, besonders bei männlichen Verwandten der Mutter. Im Rahmen der körperlichen Untersuchung wird nach allgemeinen Auffälligkeiten geschaut, wie Haltung, Beweglichkeit und Atmung. In der neurologischen Untersuchung wird die Funktion der Nerven und Muskeln überprüft.
Laborwerte geben wichtige Hinweise – die Konzentration der Transaminasen ist oft erhöht, vor allem aber ist die Konzentration der Creatin-Kinase, einem Muskelenzym, stark erhöht, oft auf Werte oberhalb des 10-100fachen des Normbereiches. Ein erhöhter Creatin-Kinase Wert ersetzt jedoch nicht eine weitere Diagnostik, da es auch andere Ursachen geben kann.
Zu den üblichen Zusatzuntersuchungen gehören die Elektroneurographie, bei der die Nervenleitgeschwindigkeit bestimmt wird, und die Elektromyographie, die unterscheiden hilft, ob eine primäre Muskelerkrankung oder eine Erkrankung der motorischen Nerven die Ursache der Schwäche ist. Als bildgebende Verfahren werden MRT und Ultraschall eingesetzt. Hier können ohne Belastung des Patienten strukturelle Veränderungen der Muskeln beurteilt werden. Die Muskelbiopsie erlaubt die Untersuchung des Muskels unter dem Licht- oder Elektronenmikroskop. Die Stoffwechselvorgänge im Muskel können damit genau untersucht werden. Die Gendiagnostik bestätigt die Diagnose und macht eine genaue Zuordnung nach Typus möglich. Diese genetische Diagnostik ist unter anderem wichtig, weil sie Informationen ermöglicht, welche Therapie möglich ist. Nicht alle Therapien sind für alle Patienten mit Duchenne geeignet.

## Bedeutung der Atemfunktion
Viele der Todesfälle bei DMD-Patienten sind durch eine Abnahme der Atemfunktion bedingt. Die Früherkennung des Atemfunktionsverlusts bei DMD ist daher sehr entscheidend. Im Frühstadium verläuft die abnehmende Atemfunktion asymptomatisch. Bei Funktionseinschränkungen der Atemfunktion (FVC und PEF) fallen die Messwerte meistens pro Jahr um rund 5 % ab. DMD-Patienten mit Einschränkungen der Atemfunktion tragen ein erhöhtes Risiko für – mitunter schwere und lebensbedrohliche – Atemwegsinfektionen. Zur Vermeidung von Atemwegsinfekten durch angesammelten Schleim (nicht nur im Rahmen von Erkältungen) können Systeme eingesetzt werden, die zu einer Hustenunterstützung führen. Dabei wird per automatischem Luftstrom Luft in die Lunge geleitet und rasch wieder herausgesaugt, was ein Abhusten sehr effizient erleichtert. Aktuelle therapeutische Optionen können die fortschreitende Abnahme der Atemfunktion bei DMD nicht ausreichend beeinflussen. Regelmäßiges Monitoring der Atemfunktion erhöht die Chancen, die Progression durch frühe Interventionen zu verlangsamen. Der zunehmende Verlust an Muskelkraft reduziert die Atemfunktion irreversibel und verantwortet dadurch viele Todesfälle bei DMD.
Lungenfunktionsmessungen werden in den meisten Zentren bei den Patienten erstmals im Alter von ungefähr sechs Jahren durchgeführt und dann jährlich wiederholt. Die Werte sind in diesem Alter meist noch nicht auffällig. Um das Risiko der Entwicklung einer Atempumpenschwäche zu verfolgen und rechtzeitig – und nicht erst im Fall einer respiratorischen Dekompensation – eine Atempumpenschwäche zu diagnostizieren, empfiehlt die Deutsche Gesellschaft für Pneumologie in ihrer Leitlinie ein Lungenfunktionsscreening in regelmäßigen Abständen (alle 3-12 Monate je nach klinischem Verlauf und vorliegender neuromuskulärer Erkrankung). Ab einem Alter von zwölf Jahren (bzw. dem Verlust der Gehfähigkeit) wird die FVC-Messung zweimal jährlich empfohlen – allerdings erhalten nur ca. 50 % der Patienten diesen Alters dieses Lungenfunktions-Monitoring. Es ist wichtig, auch bei Patienten im Rollstuhl die Überprüfung der Lungenfunktionswerte regelmäßig durchzuführen, da sie wichtige Entscheidungen unterstützen, die sich sehr positiv auf die Erkrankung auswirken.
Je früher interveniert und damit versucht wird, die Abnahme der Atemfunktion aufzuhalten, desto höher ist die Chance, dass die bisher noch unvermeidliche Progression langsamer voranschreitet. Dies könnte – wenn auch durch klinische Daten noch nicht belegt – eventuell auch die Verlängerung einer höheren Lebensqualität für die Patienten bedeuten, denn im Rollstuhl sitzende Patienten bezeichnen die Abnahme der Atemfunktion als ihre größte Sorge.

## Therapie
Eine Heilung der Erkrankung ist bisher nicht möglich. Seit 2024 ist in den USA der Wirkstoff Givinostat (Duvyzat, Hersteller: Italfarmaco) zugelassen. Der Histon-Deacetylase(HDAC)-Hemmer kann den Krankheitsverlauf durch Reduktion von Entzündungsvorgängen verzögern. In der EU hat der Wirkstoff den Status eines Orphan-Arzneimittels.
Die Therapie erfolgt weiterhin symptomatisch, um die Folgen der Muskeldystrophie abzumildern, ein Voranschreiten aufzuhalten und Komplikationen zu behandeln. Eine effektive Behandlung erfolgt multidisziplinär und bedarf einer Zusammenarbeit von Arzt, Physiotherapie, Ergotherapie, Orthopädietechnik und Pflege, oft auch mit psychologischer Unterstützung für die Betroffenen und ihre Angehörigen.
Ziel aller physiotherapeutischen Maßnahmen ist es, die Folgen der Muskelschwäche so gering wie möglich zu halten bzw. in einem bestimmten Ausmaß zu korrigieren. Sport sollte durchaus erfolgen, jedoch in einer Weise, die bei Gesunden niemals zu Muskelkater führen würde. Gewissermaßen ist die Fähigkeit von Duchenne Patienten, sich nach einem Muskelkater zu erholen, enorm eingeschränkt. Mäßiges Training ist jedoch sinnvoll und verzögert z. B. die Skoliose. Durch ökonomisches Training mit leichter bis mäßiger Belastung wie Gehen, Schwimmen und Fahren auf dem Ergometer ist eine Verbesserung der Ausdauer und damit eine Minderung der Schwäche zu erreichen. Kortisongaben und operative Lösung von Kontrakturen verlängern die Gehfähigkeit, Kreatin kann eine diskrete Verbesserung des Muskelenergiestoffwechsels bewirken (regelmäßige Therapiepausen nötig). Eine sich entwickelnde Skoliose (Verkrümmung der Wirbelsäule) kann durch die Implantation von Metallstäben (Harrington-Stab) operativ begradigt werden; hierdurch wird vor allem die Atemfunktion verbessert. Seit 1989 werden mitwachsende Teleskopstäbe eingesetzt.
Als Hilfsmittel werden Orthesen, Rollstuhl, Duschstuhl, Badewannenlifter, Toilettensitzerhöhungen und Rollstuhlrampen eingesetzt.

### Atmungsunterstützung
Da durch die zunehmende Schwäche der Atemmuskulatur die Eigenatmung immer weiter abnimmt, kommt es zunächst zu nächtlichen Atemproblemen. Dies äußert sich zum Beispiel in Tagesschläfrigkeit, mangelndem morgendlichen Appetit, Konzentrationsschwierigkeiten und Antriebslosigkeit. Es kann zwischen dem durchschnittlichen Alter von 18 und 20 Jahren eine maschinelle Beatmung notwendig werden. Dies erfolgt überwiegend nicht-invasiv mit einem CPAP-Gerät über eine Nasen- oder Nasen-Mund-Beatmungsmaske. Die Durchführung einer Tracheotomie ist anfangs meist nicht notwendig und wird normalerweise erst dann durchgeführt, wenn der Patient auch tagsüber auf die Beatmung angewiesen ist. Von einer generellen Tracheotomierung ist man inzwischen weitgehend abgerückt. Besonders zu beachten ist auch, ob sich eine Abhustschwäche entwickelt, die konsequent durch Hustenunterstützungssysteme behandelt werden sollte, um das Infektionsrisiko zu senken. Durch physiotherapeutische Techniken (Atemtraining und/oder apparative Maßnahmen) ist im Bereich der Atmung derzeit viel Unterstützung möglich.
Sobald die Krankheit auf die Atemmuskulatur übergreift, müssen regelmäßige Lungenfunktionstests erfolgen. In den letzten Jahren wurden gute Fortschritte in der Möglichkeit der Heimbeatmung gemacht. Bei der Erstellung eines Trainingsprogramms muss die Herzbelastbarkeit überprüft werden.

### Glukokortikoide
Glukokortikoide wirken sich positiv aus und führen zu einer Verzögerung des Krankheitsverlaufes und des Verlusts der Gehfähigkeit von etwa 3 Jahren. Mit Vamorolon (AGAMREE, Hersteller: Santhera Pharmaceuticals) ist seit 2023 in der EU und den USA (Lizenznehmer: Catalyst Pharmaceuticals) ein Arzneistoff aus der Gruppe der Corticosteroide für die Behandlung der Muskeldystrophie Duchenne zugelassen, der eine mit Prednison vergleichbare Wirksamkeit, jedoch ein günstigeres Nebenwirkungsprofil hat. Deflazacort (Emflaza) ist seit 2017 in den USA für die Indikation Muskeldystrophie Duchenne zugelassen.

### Ataluren
Ein weiterer Ansatz beruht darauf, das defekte Gen trotz der Mutation vollständig auszulesen. Dies soll z. B. mit Hilfe von Ataluren bei etwa 10-15 % der Patienten möglich sein. Daher ist eine genaue Mutationsbestimmung sehr wichtig für die Erwägung einer Therapie mit Ataluren.
Der Wirkstoff wird für die Behandlung der Duchenne-Muskeldystrophie infolge einer Nonsense-Mutation im Dystrophin-Gen bei gehfähigen Patienten im Alter ab 2 Jahren angewendet. Die Interaktion von Ataluren und dem Ribosom bewirkt, dass anstelle des Stopp-Codons eine Aminosäure eingefügt wird. Dies ermöglicht es dem Ribosom, den Translationsprozess (die Synthese von Dystrophin-mRNA) weiter fortzusetzen. Auf diese Weise kann die genetische Information trotz Nonsense-Mutation weiter abgelesen und das Zielprotein in geringen Mengen erzeugt werden. Studien zufolge bleibt die Gehfähigkeit bei Patienten, die mit Ataluren behandelt werden, um bis zu fünf Jahre länger (im Schnitt bis zum Alter von 16,5 Lebensjahre) erhalten als bei unbehandelten Duchenne-Patienten im Rahmen des natürlichen Krankheitsverlaufs. Wenn die therapeutischen Maßnahmen zu einem Zeitpunkt beginnen, zu dem noch eine ausreichende regenerative Kapazität der Muskulatur gewährleistet ist, kann die Muskelfunktion und die Gehfähigkeit so lange wie möglich erhalten und die Progression der Erkrankung verlangsamt werden. Je länger es gelingt, die Gehfähigkeit der betroffenen Jungen zu erhalten, umso weiter lässt sich auch der Abfall der pulmonalen Kapazität hinauszögern. Denn dieser erfordert im fortgeschrittenen Erkrankungsstadium eine Beatmung der Patienten.

### Klinische Entwicklung
Verschiedene Firmen entwickeln neuartige Substanzen zur Behandlung der DMD, u. a.:
- Das Unternehmen Sarepta Therapeutics untersucht Eteplirsen / EXONDYS 51 (Phase IV): es ist in den USA bereits zur Behandlung der DMD zugelassen. Hierbei handelt es sich um ein Medikament für das sogenannte Exon-Skipping, bei dem erreicht wird, dass es zu einer milderen Verlaufsform von Duchenne-Muskeldystrophie kommt, dies bei nach genetischer Testung geeigneten Patienten. In Europa steht die Zulassung noch aus.[31]
- Das bereits in der Leberschen Optikusatrophie (LHON) zugelassene und auf die Mitochondrien wirkende Medikament Idebenon / Raxone wurde von der Herstellerfirma Santhera in mehreren Studienprogrammen zu DMD untersucht.[32] Eine Zulassung bei der europäischen Arzneimittelbehörde (EMA) wurde im Mai 2019 beantragt.[33] Im Rahmen des Studienprogramms wurde für Patienten ab 10 Jahren eine verringerte Abnahme der Atemfunktion über einen längeren Zeitraum belegt.[34] Die Firma Santhera führte eine klinische Studie durch, bei der die Wirksamkeit von Idebenon zusätzlich zu einer weiter durchgeführten Standardbehandlung mit Glucocorticoiden verglichen wurde mit der Standardbehandlung mit Glucocorticoiden alleine. Im Rahmen einer vorzeitig durchgeführten Interimsanalyse zeigte sich, dass es voraussichtlich mit der Anzahl der Patienten und im angestrebten Behandlungszeitraum nicht zu einem signifikanten Vorteil beim primären Endpunkt (Forcierte Vitalkapazität in % des Soll, FVC%p) kommen würde. Daraufhin wurde das gesamte Zulassungsprogramm von Idebenon bei Duchenne gestoppt.[35] Dies betraf auch den zu dem Zeitpunkt bereits laufenden Zulassungsantrag zu Idebenon in Monotherapie.[35]
- Bristol-Myers Squibb kooperiert mit Biogen und Roche in der Entwicklung von BMS-986089 zur Behandlung von DMD.[36]
- Die Firma Reveragen hat ein Medikament in der klinischen Testung (Phase III), das als ein neuartiges Glukokortikoid wirkt bei einem verbesserten Nebenwirkungsprofil.[37]
- Catabasis Pharmaceuticals untersuchte die Wirksamkeit des eigens entwickelten Wirkstoffs Edasalonexent im Rahmen einer klinischen Studie (Phase III).[38] Die erste Beurteilung dieser Studie zeigte keinen Vorteil des Medikamentes beim primären Endpunkt, wodurch das Entwicklungsprogramm gestoppt wurde, auch mit Auswirkungen auf die Studie GalaxyDMD (offene Verlängerungsstudie von PolarisDMD).[39]